# Liste der Burgen und Schlösser in der Woiwodschaft Heiligkreuz
Die Liste der Burgen und Schlösser in der Woiwodschaft Heiligkreuz umfasst bestehende und verfallene Burgen und Schlösser in der polnischen Woiwodschaft Heiligkreuz.

## Burgen und Schlösser
| Name                            | Ort           | Region             | Baujahr   | Zustand       | Bild |
| ------------------------------- | ------------- | ------------------ | --------- | ------------- | ---- |
| Burg Bodzentyn                  | Bodzentyn     |                    | nach 1350 | Ruine         |      |
| Burg Chęciny                    | Chęciny       | Heiligkreuzgebirge | vor 1300  | Ruine         |      |
| Schloss Chroberz                | Chroberz      |                    | 1857      | Erhalten      |      |
| Burg Ćmielów                    | Ćmielów       |                    | vor 1388  | Ruine         |      |
| Burg Fałków                     | Fałków        |                    | vor 1418  | Ruine         |      |
| Bischofspalast Kielce           | Kielce        | Kielcer Hochland   | 1637      | Erhalten      |      |
| Zieliński-Schloss Kielce        | Kielce        | Kielcer Hochland   | 1851      | Erhalten      |      |
| Burg Konary                     | Konary        |                    | vor 1300  | Ruine         |      |
| Schloss Krzyżtopór              | Ujazd         |                    | 1620      | Ruine         |      |
| Schloss Kurozwęki               | Kurozwęki     |                    | nach 1350 | Erhalten      |      |
| Schloss Międzygórz              | Międzygórz    |                    | nach 1550 | Ruine         |      |
| Schloss Modliszewice            | Modliszewice  |                    | nach 1550 | Ruine         |      |
| Schloss Mokrsko Górne           | Mokrsko Górne |                    | 1519      | Ruine         |      |
| Schloss Nieznanowice            | Nieznanowice  |                    | 1884      | Ruine         |      |
| Burg Nowy Korczyn               | Nowy Korczyn  |                    | nach 1340 | Ruine         |      |
| Schloss Ossolin                 | Ossolin       |                    | 1633      | Ruine         |      |
| Schloss Pińczów                 | Pińczów       |                    | nach 1400 | Ruine         |      |
| Wielopolski-Schloss Pińczów     | Pińczów       |                    | 1773      | Erhalten      |      |
| Schloss Podzamcze Piekoszowskie | Podzamcze     |                    | 1649      | Ruine         |      |
| Burg Rembów                     | Rembów        |                    | nach 1500 | Ruine         |      |
| Burg Rytwiany                   | Rytwiany      |                    | 1425      | Ruine         |      |
| Schloss Rytwiany                | Rytwiany      |                    | 1853      | Erhalten      |      |
| Burg Sandomierz                 | Sandomierz    |                    | nach 1349 | Rekonstruiert |      |
| Burg Sobków                     | Sobków        |                    | 1560      | Ruine         |      |
| Burg Szydłów                    | Szydłów       |                    | nach 1340 | Ruine         |      |
| Burg Tudorów                    | Tudorów       |                    | vor 1400  | Ruine         |      |
| Schloss Włostów                 | Włostów       |                    | 1854      | Ruine         |      |
| Burg Zawichost                  | Zawichost     |                    | nach 1340 | Ruine         |      |